# Lindsaea trichomanoides
Lindsaea trichomanoides är en ormbunkeart som beskrevs av Jonas Carlsson Dryander. Lindsaea trichomanoides ingår i släktet Lindsaea och familjen Lindsaeaceae. Inga underarter finns listade.